# Octavio Carpena Artés
Octavio Carpena Artés (Murcia, 21 de julio de 1920 - Madrid, 6 de febrero de 1997) fue un farmacéutico, químico, catedrático de las Universidades de Granada y Autónoma de Madrid, investigador y político español.

## Biografía
Octavio Carpena Artés, nació en Santomera, el 21 de julio de 1920, hijo de Carmen y Octavio, el farmacéutico de dicha localidad. En 1943, se licenció en Ciencias Químicas, con Premio Extraordinario, por la Universidad de Murcia, y en 1946 también se licencia en Farmacia por la Universidad de Santiago de Compostela, y un año más tarde obtiene el doctorado en Ciencias Químicas por la Universidad Central de Madrid y consigue la plaza de profesor adjunto de Química experimental en la Universidad de Murcia.
Dentro de su actividad investigadora, en 1951 es nombrado de colaborador científico del Consejo Superior de Investigaciones Científicas (CSIC) y posteriormente, en 1956, director del centro Centro de Edafología y Biología Aplicada del Segura (CEBAS) en Murcia. En 1956 obtiene una cátedra de Química agrícola, primera cátedra de esa especialidad en España, ese mismo año se doctoró en Farmacia por la Universidad de Granada. En 1973 es nombrado secretario general del CSIC y se traslada a Madrid. En 1987 se jubila pero continua como profesor emérito en la Universidad Autónoma de Madrid, hasta su muerte en 1997.
Entre los cargos que ocupó durante su vida profesional destacan el de consejero de número del CSIC en 1964, en 1970 presidente de la Comisión de Dirección para el Desarrollo socioeconómico de la Cuenca del Segura y de secretario general del CSIC en 1973, y en 1976 académico de número de la Real Academia de Farmacia.
En el terreno político, fue Teniente de Alcalde del Ayuntamiento de Murcia desde 1958 a 1964. Posteriormente, en 1971, durante la X legislatura de las Cortes Españolas, es proclamado Diputado por la provincia de Murcia.
Se casó con Marina Ruiz, también Licenciada en Ciencias Químicas, y tuvieron tres hijos: Ramón Octavio, Marina y Octavio.